# Ludwig Gattermann
Ludwig Gattermann, född den 20 april 1860 i Goslar, Tyskland, död den 20 juni 1920 i Freiburg im Breisgau, Tyskland, var en tysk kemist, som lämnat avsevärda bidrag till både organisk och oorganisk kemi.

## Biografi
Redan under sin tid i realskolan började Gattermann att experimentera. År 1880 ville han börja studera vid universitetet i Leipzig, men måste fullgöra sin värnplikt innan han kunde börja sina studier år 1881. 
Efter ett år med Robert Bunsen vid universitetet i Leipzig, besökte han Liebermann för en termin vid universitetet i Berlin för att förbättra sina färdigheter i organisk kemi. Han valde sedan universitetet i Göttingen, som fanns nära Goslar, för sina fortsatta studier.
Gattermann började sitt doktorsarbete under överinseende av Hans Hübner, som dog 1884, och tog sin doktorsexamen 1885. Victor Meyer blev hans efterträdare till Hans Hübner, och flera anseende kemister arbetade då som assistenter i dennes grupp, såsom Rudolf Leuckart, Emil Knoevenagel, Traugott Sandmeyer och Karl von Auwers.

### Karriär
Under hans tid som assistent till Victor Meyer i Göttingen, etablerade denne år 1888 ett samarbete med kemiföretaget Friedr. Bayer & Co, senare känt som Bayer AG, och i synnerhet med chefskemisten Carl Duisberg, vilket fortsatte i 32 år. Detta gav som Gatterman en god inblick i industriell kemi och gav honom tillgång till kemiska föreningar som producerades av Bayer.
Gattermann följde sedan med Victor Meyer, när denne efterträdde Robert Bunsen, till universitetet i Heidelberg 1889. Han medverkade där i den praktiska utbildningen av eleverna i laboratoriet under flera år, tills Victor Meyer avled. Han stannade i Heidelberg hos Meyers efterträdare, Theodor Curtius, under ytterligare två år fram till 1900.
Gattermann blev professor vid universitetet i Freiburg år 1900. Han förbättrade där  den pedagogiska situationen och arbetade huvudsakligen med organisation och undervisning. Resultaten av hans egen forskning blev glesa och de flesta av publikationerna kom från hans doktorander.

### Forskning
Hans farliga analys av högexplosiv kvävetriklorid år 1887 visade på hans stora förmåga i laboratoriet. Produktionen av bor och kisel genom reaktion med magnesium gav amorfa pulver som var mer reaktiva och lättare att hantera än ämnena.
Den förbättrade Sandmeyer-reaktionen med metallisk koppar som katalysator, och upptäckten av reaktionen av cyanväte med en aromatisk förening, nu kallad Gatterman-reaktionen uppnåddes under hans tid i Heidelberg.
Han genomförde också forskning inom oorganisk kemi. Gatterman syntetiserade och karakteriserade Si2, Cl6, Si3Cl8 och även självantändande P2H4.
Hans orädda inställning till den mycket giftiga vätecyaniden kan bäst visas med ett citat från honom: Om du är van vid hantering av ämnet är det inte värre än att hantera alkohol.

## Gattermans bok

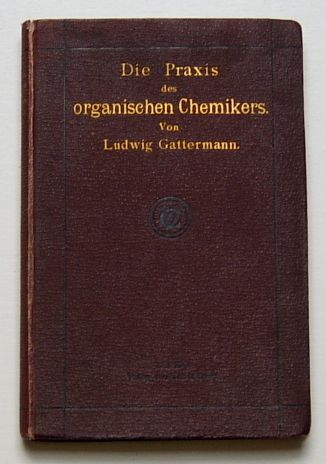
Gattermann, Originalutgåva 1894

Hans bok om praktiskt arbete i laboratoriet blev en vanlig lärobok i organisk syntes vid nästan varje tyskt universitet. På vissa universitet kallas den organiska kursen fortfarande "Gattermann".
Boken nämns i Primo Levis självbiografi ”If this is a man” där den kommer upp i diskussionen under hans intervju av kemister på Buna syntetgummifabrik i Auschwitz under Förintelsen.